# EAR (파일 포맷)
EAR(Enterprise ARchive)은 하나 이상의 모듈들은 하나의 아카이브로 묶어서 여러 모듈이 애플리케이션 서버에 동시에 일관성 있게 배치될 수 있도록 하기 위한 자바 EE에 쓰이는 파일 형식이다.
앤트, 메이븐, Gradle이 EAR 파일을 빌드하는데 사용될 수 있다.

## 파일 구조
EAR 파일은 .ear 확장자를 가진 표준 JAR 파일(ZIP 파일)이며, 애플리케이션 모듈을 대표하는 하나 이상의 엔트리 및 하나 이상의 배치 기술자를 포함하는 META-INF라는 이름의 메타데이터 디렉터리가 있다.

### 모듈
- 웹 모듈은 .war 확장자를 지닌다.
- POJO 자바 클래스는 .jar 파일 안에 배치될 수 있다. 하나 이상의 웹 구성 요소, 다른 리소스, 웹 애플리케이션 배치 서술자로 이루어진 배치 가능한 단위이다. 이 웹 모듈은 표준 웹 애플리케이션 포맷 내의 디렉터리, 파일 계층 안에 포함된다.
- 엔터프라이즈 자바빈즈 모듈은 .jar 확장자를 지니며 영구적으로 배치된 클래스를 기술하는 자신만의 META-INF 디렉터리 서술자가 있다.
- 리소스 어댑터 모듈은 .rar 확장자를 지닌다.

### META-INF 디렉터리
META-INF 디렉터리에는 적어도 자바 EE 배치 서술자(Java EE Deployment Descriptor)로 알려져 있는 application.xml 배치 서술자가 포함된다. 여기에는 다음의 XML 엔티티가 포함된다:
- icon: 애플리케이션을 대표하는 이미지를 위한 위치를 지정한다. 하부 구역은 small-icon, large-icon을 위해 생성된다.
- display-name: 애플리케이션을 식별한다.
- description
- 각 아카이브 내의 module 요소
- 0개 이상의 security-role 요소: 애플리케이션 내의 전역 보안 역할

## 같이 보기
- WAR (파일 포맷)
- JAR (파일 포맷)